# شپرث
شپرث (به انگلیسی: Shepreth) یک روستا و محله مدنی در بریتانیا است که در کمبریج‌شر جنوبی واقع شده‌است. شپرث ۸۱۹ نفر جمعیت دارد.